# سارا اگسویک
سارا اگسویک (انگلیسی: Sara Eggesvik؛ زادهٔ ۲۹ آوریل ۱۹۹۷) بازیکن فوتبال اهل نروژ است که در حال حاضر برای باشگاه فوتبال زنان وسترن یونایتد بازی می‌کند.
از باشگاه‌هایی که در آن بازی کرده است می‌توان به چارلتون اتلتیک، کیل/همنه و مالویک اشاره کرد.
وی همچنین در تیم‌های ملی فوتبال زنان زیر ۱۹ سال و زیر ۲۳ سال نروژ و همچنین بزرگسالان زنان فیلیپین بازی کرده است.

## زندگی شخصی
سارا اگسویک در بودو، نروژ، به دنیا آمد. پدرش نروژی و مادرش فیلیپینی و از اهالی منطقه داوائو است. سارا مدیون برادر بزرگترش است که او را به فوتبال علاقمند کرده است و پس از مشاهده بازی‌های او در دوران جوانی، تشویق شد تا این ورزش را دنبال کند. او به‌طور منظم در فصل تعطیلات به دیدار خویشاوندان مادری‌اش در داوائو می‌رود.
سارا دانشجوی رشته پزشکی است. با این حال، او گفت که در حال بررسی تأخیر در تحصیلاتش برای تمرکز بر روی حرفه فوتبالش است.

## دوران باشگاهی

### جوانان
اگسویک که در بودو به دنیا آمده است، دوران جوانی خود را در باشگاه فوتبال زنان گراند بودو سپری کرده است.

### گراند بودو
در سال ۲۰۱۴، سارا به تیم اول گرند بودو ارتقاء یافت. او در سن ۱۷ سال و ۱۰ روزگی، اولین بازی خود را برای این باشگاه در شکست ۳–۰ مقابل باشگاه فوتبال زنان وینر انجام داد. او در مجموع ۱۰۳ بازی برای این باشگاه انجام داد و ۸ گل به ثمر رساند.

### چارلتون اتلتیک
در ژانویه ۲۰۱۹، سارا به باشگاه چمپیونشپی چارلتون اتلتیک انگلستان به صورت انتقال آزاد پیوست.

#### قرض به گراند بودو
در ماه مه ۲۰۱۹، سارا اگسویک به‌طور قرضی به باشگاه قبلی‌اش بازگشت.

### کیل/همنه
در سال ۲۰۲۰، سارا اگسویک به نروژ بازگشت و به کیل/همنه پیوست.

### مالویک
در سال ۲۰۲۲، سارا به باشگاه زنان مالویک پیوست.

### وسترن یونایتد
در اوت ۲۰۲۴، سارا به باشگاه استرالیایی وسترن یونایتد پیوست.

## دوران ملی
سارا در نروژ به دنیا آمده و پدرش نروژی و مادرش فیلیپینی است، که او را واجد شرایط بازی برای هر یک از تیم ملی فوتبال زنان نروژ یا تیم ملی فوتبال زنان فیلیپین در سطح ملی می‌کرد.

### جوانان نروژ
سارا در سطوح زیر ۱۹ و زیر ۲۳ سال زنان نروژ نمایندگی کرده است.

#### زیر ۱۹ سال
در ژانویه ۲۰۱۶، سارا یکی از ۲۰ بازیکنی بود که برای بازی‌های دوستانه بین‌المللی مقابل تیم ملی زیر ۱۹ سال انگلستان دعوت شد. او اولین بازی خود را برای تیم زیر ۱۹ سال نروژ در پیروزی ۱–۰ مقابل انگلستان انجام داد و به عنوان یار تعویضی در دقیقه ۶۶ به جای نورا اید لی وارد زمین شد.

#### زیر ۲۳ سال
در اوت ۲۰۱۸، سارا برای بازی‌های تورنمنت زیر ۲۳ سال نوردیک در برابر تیم ملی فوتبال زیر ۲۳ سال زنان انگلستان، سوئد و ایالات متحده آمریکا دعوت شد. او اولین بازی خود را برای نروژ در پیروزی ۲–۰ مقابل سوئد انجام داد و به عنوان تعویضی در دقیقه ۶۱ به جای آندره‌آ نورهیم وارد زمین شد.

### فیلیپین
در ژوئن ۲۰۲۲، سارا اگسویک در ترکیب تیم ملی فوتبال زنان فیلیپین برای یک کمپ تمرینی در اروپا به منظور آمادگی برای قهرمانی زنان آسه‌آن ۲۰۲۲ در فیلیپین، قرار گرفت.
سارا اگسویک اولین بازی خود را برای فیلیپین در پیروزی ۳–۰ مقابل تیم ملی فوتبال زنان بوسنی و هرزگوین انجام داد. یک دقیقه پس از ورود به عنوان تعویضی به جای کوئینلی کوئزادا در دقیقه ۸۱، سارا اگسویک به سارینا بولدن در زدن گل دوم کمک کرد. در بازی دوم مقابل بوسنی، سارا اگسویک به عنوان تعویضی وارد زمین شد در حالی که فیلیپین ۱–۰ عقب بود. از یک کرنر، سانتر او به کوئینلی کوئزادا رسید که گل تساوی را در دقیقه ۸۵ به ثمر رساند. فیلیپین در نهایت ۲–۱ پیروز شد.
سارا اگسویک اولین گل ملی خود را برای فیلیپین در پیروزی ۷–۰ مقابل تیم ملی فوتبال زنان سنگاپور در قهرمانی زنان آسه‌آن ۲۰۲۲ به ثمر رساند.
در دومین بازی فیلیپین در گروه A جام جهانی فوتبال زنان ۲۰۲۳ مقابل تیم ملی فوتبال زنان نیوزیلند، سارا اگسویک برای اولین گل فیلیپین در جام جهانی پاس گل ارسال کرد. سانتر سارا اگسویک در دقیقه ۲۴ بازی توسط سارینا بولدن به گل تبدیل شد.